# Emilia de Nassau

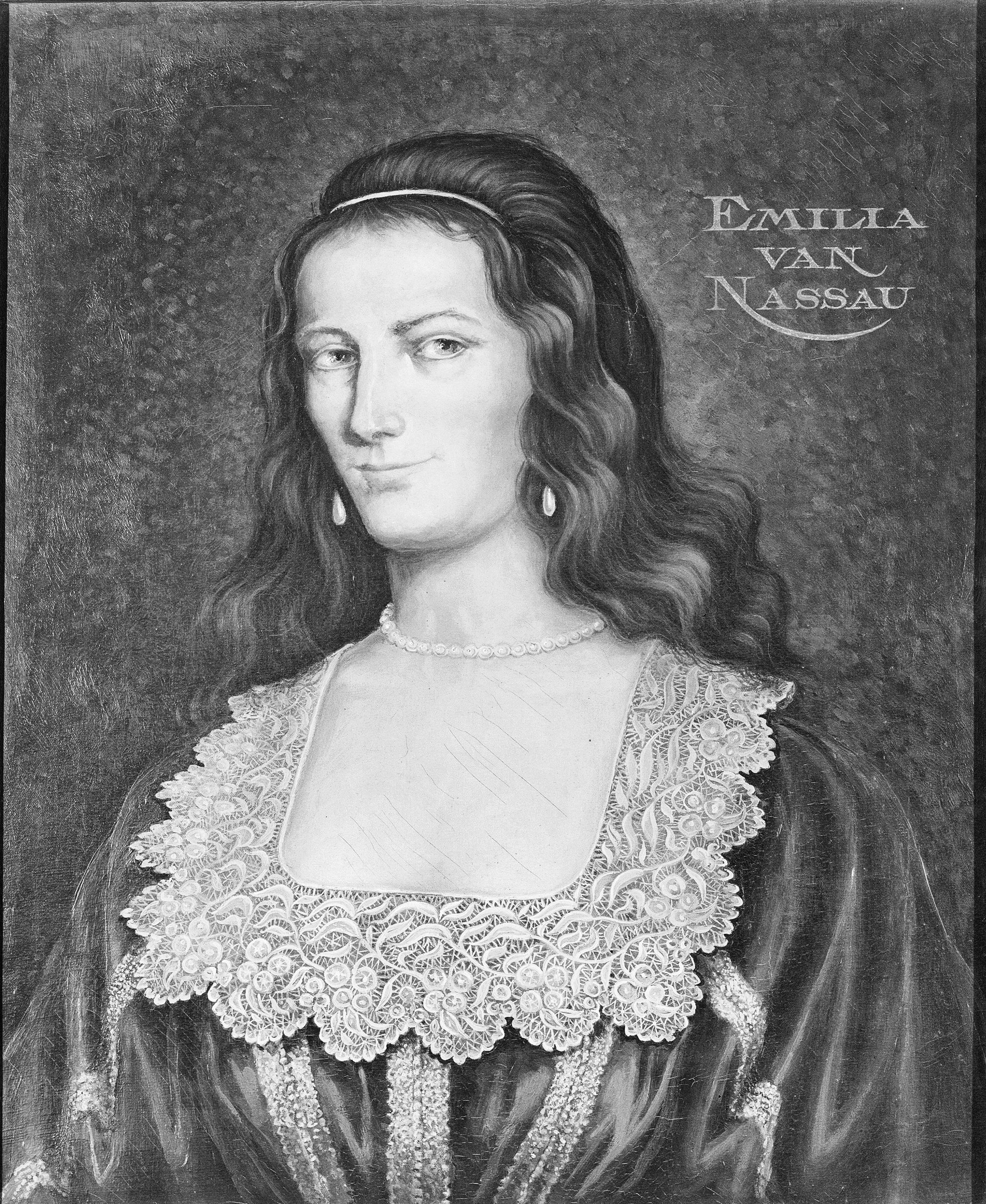
Emilia de Nassau.

Emilia de Orange-Nassau (Colonia, 10 de abril de 1569-Ginebra, 16 de marzo de 1629) fue la hija menor de Guillermo el Taciturno, príncipe de Orange, y de su segunda esposa, Ana de Sajonia.

## Biografía
Emilia nació en Colonia. Llevaba el nombre de Amalia de Neuenahr, quien estaba a cargo de la casa de su madre en el momento de su nacimiento. La madre de Emilia tuvo un romance con Jan Rubens, padre del pintor Peter Paul Rubens. Debido a esta infidelidad, Emilia y sus hermanos, Ana y Mauricio, fueron apartados de su madre y se fueron a vivir con su tío, Juan VI de Nassau-Dillenburg, en Dillenburg. Más tarde, Emilia fue a vivir a Delft con su padre y, en Frisia, con su hermana, Ana.
A la muerte de su padre, actuó como anfitriona en la corte de su hermano, Mauricio. Fue en una de esas ocasiones en que conoció a Don Manuel de Portugal, hijo del pretendiente al trono portugués, Antonio, prior de Crato. Se casó secretamente con él en 1597. Mauricio se oponía firmemente al matrimonio, porque los Nassau eran calvinistas y Don Manuel era católico. Mauricio puso a Emilia bajo arresto domiciliario y Don Manuel tuvo que huir a Wesel. Cuando Mauricio descubrió que no podía convencerla de que se divorciara de su marido, éste la expulsó de la corte durante diez años. Con el tiempo se hicieron las paces, y ella y Don Manuel se encontraban junto al lecho de muerte de Mauricio.
Emilia y su marido tuvieron ocho hijos. Los últimos años de su vida vivieron separados, cuando su marido decidió —debido a las preocupaciones financieras— residir en Bruselas en la corte de Isabel Clara Eugenia de Austria, la archienemiga de la Casa de Orange. Emilia se fue a Ginebra con sus hijas, donde murió tres años más tarde, a la edad de 59 años.

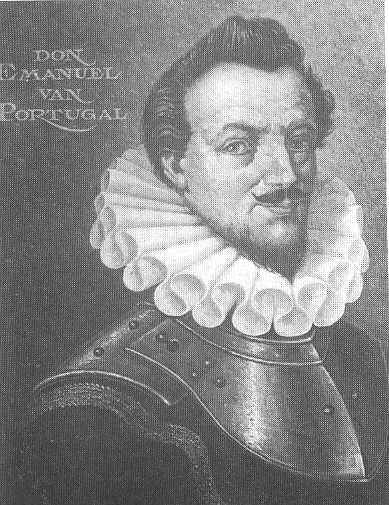
Don Manuel de Portugal.

## Hijos
- María Bélgica (antes de 12 de octubre de 1598-28 de julio de 1647), se casó en junio de 1629 con el coronel Teodoro Croll (asesinado en Venecia en 1640), general del duque Eduardo I Farnesio de Parma.
- Manuel Antonio (Delft, 24 de febrero de 1600-Schlagen, 27 de octubre de 1666), se casó con Johanna de Hanau-Münzenberg.
- Emilia Luisa (Delft, junio de 1603-29 de octubre de 1670), soltera.
- Cristóbal Guillermo Luis (1604-7 de julio de 1660), militar, comandante de los guardias de Mauricio de Nassau en 1624, Caballero de Malta. Casado con Ana María de Moutéleone.
- Ana Luisa (antes del 3 de mayo de 1605-5 de abril de 1669), soltera.
- Juliana Catalina (ca. 1607-22 de junio de 1680), soltera.
- Mauricia Leonora (nacida antes del 10 de mayo de 1609-25 de junio de 1674), se casó con el conde Jorge Federico de Nassau-Siegen el 4 de junio de 1647 en La Haya.
- Sabina Delfina (1612-20 de julio de 1670), soltera.